# Hovenia
Hovenia — рід листяних дерев або кущів родини Rhamnaceae. У природі вони зустрічаються від Індії до Японії. Японське або східне родзинкове дерево Hovenia dulcis є найвідомішим видом, оскільки його часто висаджують у садах за межами Азії.

## Літопис скам'янілостей
Викопна деревина з властивостями, подібними до олігоценової Hovenia palaeodulcis з Японії, описана в Національному пам’ятнику скам’янілостей Флорісант у пізньому еоцені, Колорадо, США. Це перше повідомлення про викопну деревину цього азійського роду в Північній Америці. 

## Види
- Hovenia acerba

syn. Hovenia kiukiangensis
- Hovenia dulcis Thunb.

syn. Hovenia inaequalis DC.
- Hovenia parviflora
- Hovenia pubescens
- Hovenia robusta
- Hovenia tomentella
- Hovenia trichocarpa

## Використовування
Hovenia dulcis можна використовувати в Україні як декоративну рослину, найкраще процвітає в сонячних місцях. 
Плоди їстівні і особливо після сушіння дуже смачні, за смаком нагадують родзинки. 
Листя використовуються в китайській медицині для лікування захворювань печінки. Ці дерева також мають колекційне значення. 

## Галерея

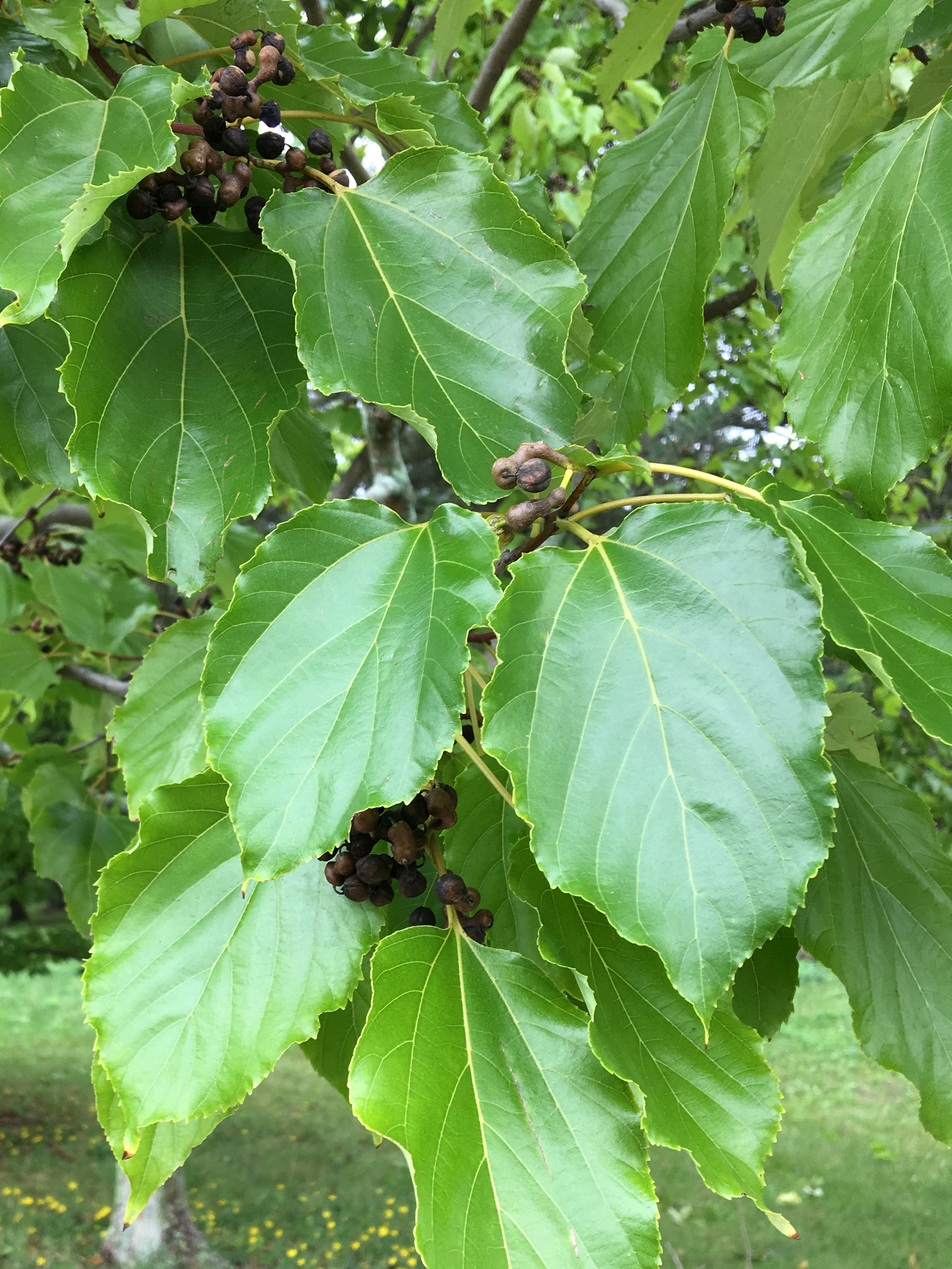
Hovenia dulcis
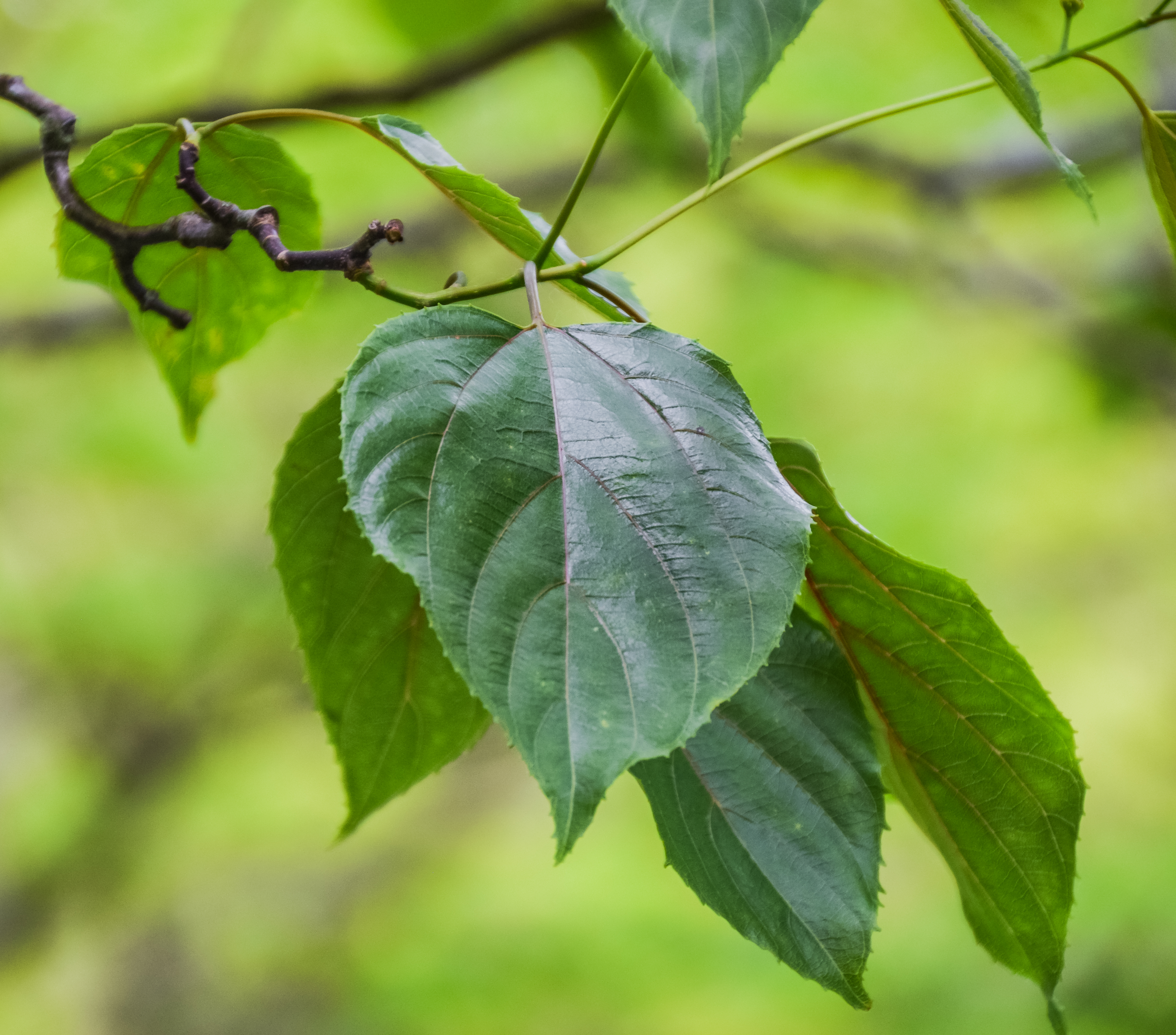
Hovenia acerba